# الساحل الشمالي (مصر)

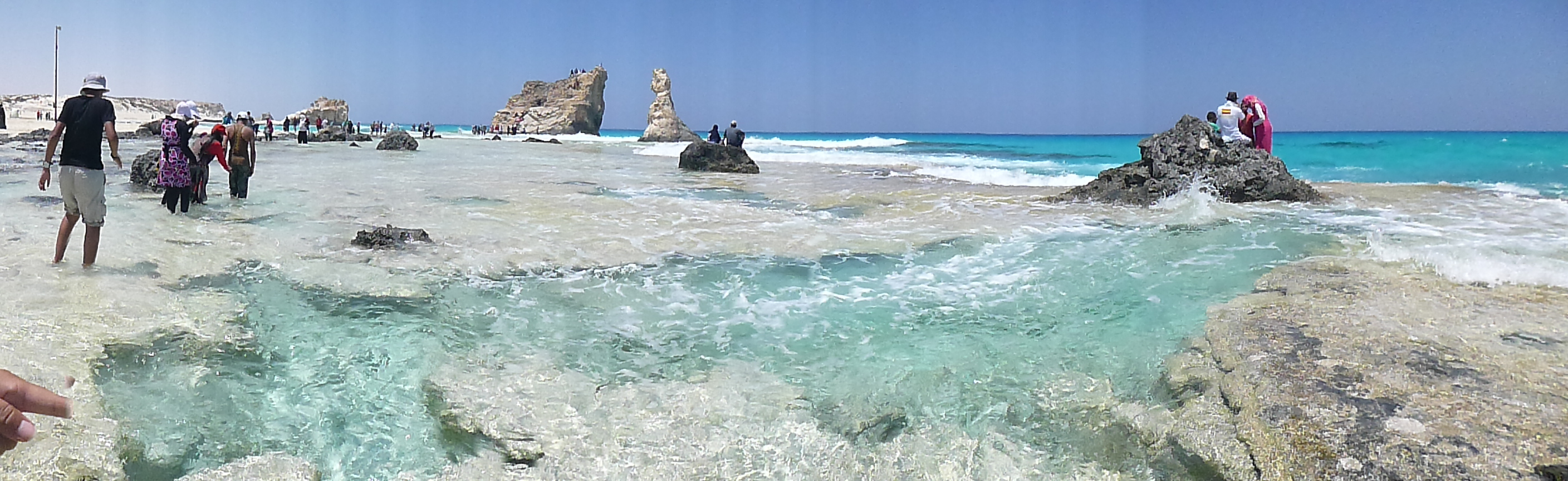
حمامات كليوباترا.مرسى مطروح

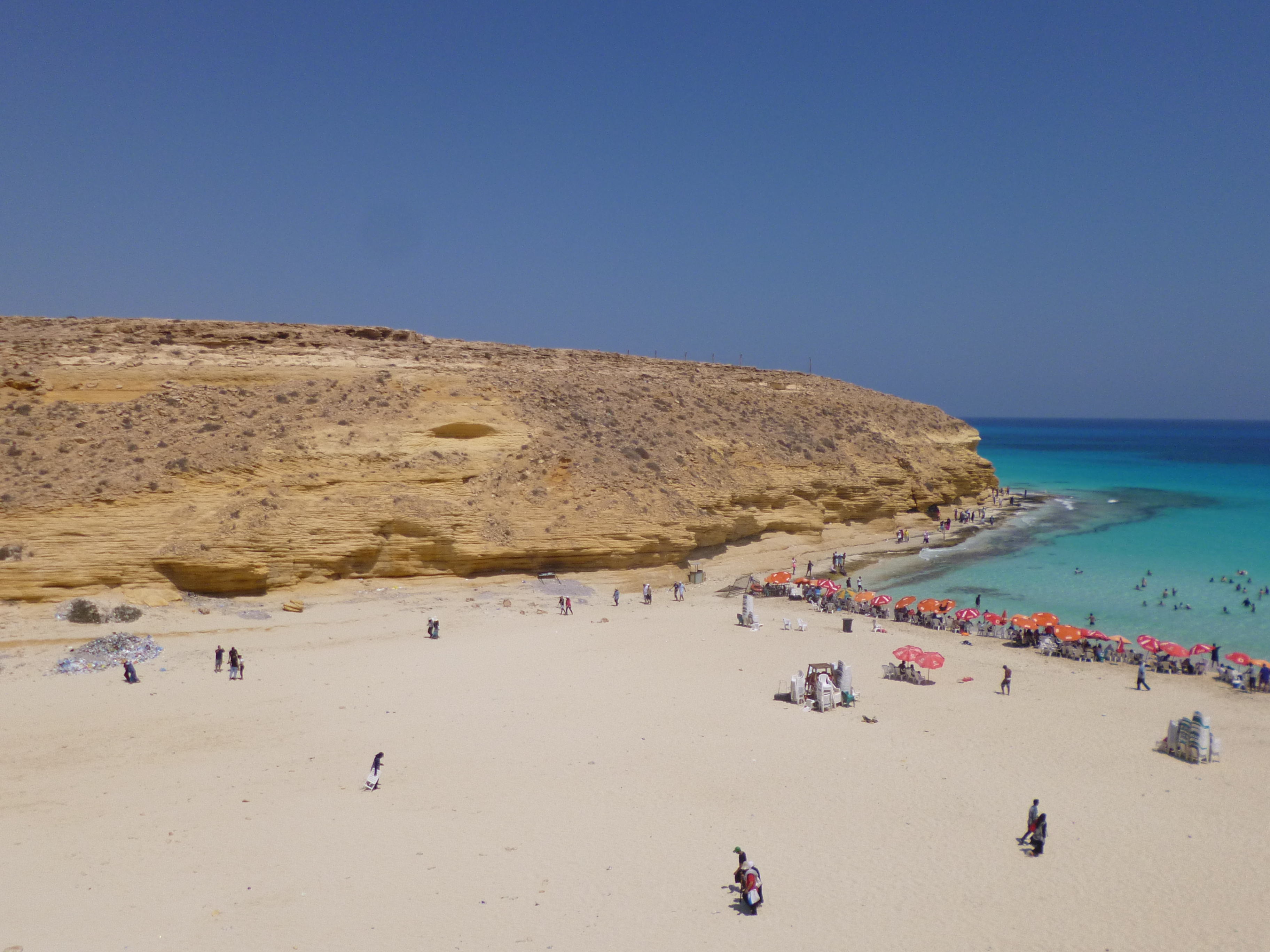
شاطئ عجيبة .مرسي مطروح.

الساحل الشمالي هو الشريط الواقع في أقصى شمال مصر والممتد على مسافة 1050 كم من مدينة رفح في شرق سيناء وصولاً إلى السلوم في أقصى غرب مصر على الحدود الليبية على ساحل البحر الأبيض المتوسط، ويتميز بمياهه الزرقاء ورماله الذهبية الناعمة. ولكن المقصود اصطلاحا ما كان يعرف بساحل مريوط وهو الجزء الواقع غرب الإسكندرية مرورا بالحمام ،العلمين، سيدى عبد الرحمن، الضبعة، فوكة، رأس الحكمة، ومرسى مطروح ثم النجيلة، وسيدي براني، وصولاً إلى معبر السلوم.

## الجغرافيا والمناخ
على عكس ساحل البحر الأحمر وبقية سواحل البحر المتوسط في بلاد شمال أفريقيا، لا يوجد في الساحل الشمالي في مصر جبال أو مرتفعات وتتميز بأنها أرض سهلية تنمو فيها بعض الجنبات والحشائش القصيرة، وتندر فيها الأشجار. في أقصى غرب الساحل الشمالي، توجد هضبة السلوم التي ترتفع حوالي 400 متر فوق سطح البحر. يتميز الساحل الشمالي بوجود خمس من أصل إحدى عشرة بحيرة في مصر وهي: البرلس، إدكو، المنزلة، مريوط والبردويل. تتميز منطقة الساحل الشمالي ببرودة خفيفة في فصل الشتاء مع سقوط الأمطار وبعض الثلوج، بينما يتميز الصيف بارتفاع نسبي في درجات الحرارة.

## السكان
الساحل الشمالي الغربي يسكنه قبائل عربية.

## المدن
ينقسم الساحل الشمالي المصري إلى 4 مناطق فرعية وهي:
- الساحل الشمالي الغربي: يمتد من مدينة الحمام شرقًا وحتى السلوم على الحدود المصرية الليبية غربًا وهي من أعلى المناطق تساقطًا للأمطار والثلوج ،والأعلى ارتفاعًا عن سطح البحر ولا توجد بها بحيرات وهي المنطقة المواجهة لساحل اليونان وجزيرة كريت على الضفة الأخرى من البحر المتوسط، يوجد بها العديد من المدن مثل:
  - مرسى مطروح: المدينة الرئيسية وعاصمة محافظة مطروح. وتتميز بالسياحة الداخلية والأجنبية وخصوصا السياحة الشاطئية لما تمتاز به من شواطئ ساحرة ومناظر بديعة.
  - السلوم: مدينة حدودية تقع بين مصر وليبيا.
  - الضبعة: تقع على بعد 160 كم غرب الإسكندرية ويقام بها حاليا مشروع المحطة النووية.
  - سيدي عبد الرحمن: وتلي الحمام والعلمين على الطريق المؤدي إلى مدينة مرسي مطروح وتكثر بها القرى السياحية والمنتجعات الساحلية لما يتميز به شواطئها ومياهها من نقاء وجمال طبيعي خلاب.
  - خليج رأس الحكمة: قرية كبيرة تقع شرق مرسى مطروح بحوالي 70 كم وتتميز بموقعها على خليج بحري مميز.
  - النجيلة: مدينة صغيرة تقع على بعد 70كم غرب مدينة مرسي مطروح.
  - سيدي براني: تقع غرب مرسي مطروح وهي مدينة صغيرة تضم بعض القبائل البدوية وتقع على بعد 120 كم غرب مرسى مطروح.

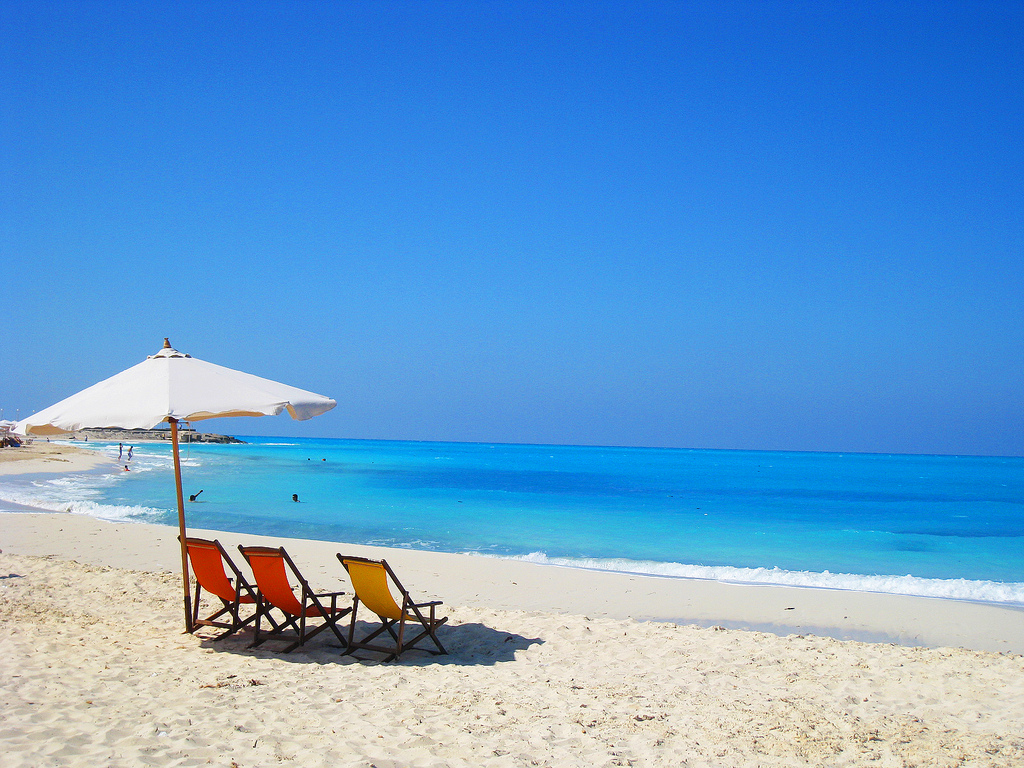
ساحل مارينا

- الساحل الشمالي الأوسط: تتميز هذه المنطقة بأهمية اقتصادية عالية وهي المنطقة الممتدة من العلمين غربا إلى الإسكندرية شرقا ويقابلها غرب تركيا على الضفة الأخرى من المتوسط، توجد بها العديد من المدن المهمة مثل:
  - الأسكندرية: عروس البحر المتوسط والعاصمة الثانية لمصر والتي تعتبر الميناء الرئيسي لمصر منذ بناها الإسكندر الأكبر.
  - العلمين
  - مارينا العالمين: من أهم المنتجعات السياحية في مصر ويوجد بها العديد من الآثار الرومانية.
  - سيدي كرير
  - برج العرب: من أهم المدن الصناعية في مصر.
  - الحمام: ثاني أكبر مركز في محافظة مطروح.
- ساحل الدلتا الشمالي: هو الإقليم ذو الكثافة السكانية الأعلى من بين أقاليم الساحل، يتميز بخصوبة التربة الزراعية نتيجة دلتا النيل التي توجد فيه، يوجد به 3 من البحيرات الكبرى في مصر وهي (البرلس وإدكو ومريوط)، تقع به العديد من المدن الكبرى مثل:
  - رشيد: مدينة مصرية تاريخية يلتقي عندها فرع النيل مع مصبه في البحر المتوسط.
  - جمصة: واحدة من المصايف المحلية في مصر.ويتبع محافظة الدقهلية
  - بلطيم: مصيف مميز يتبع إداريا محافظة كفر الشيخ
  - رأس البر: مدينة سياحية محلية يلتقي عندها فرع دمياط مع البحر المتوسط.
  - دمياط: واحدة من أهم المدن المصرية ويوجد بها ميناء بحري مهم.
  - عزبة البرج: قرية تتميز بحرفة الصيد وتتبع محافظة دمياط.

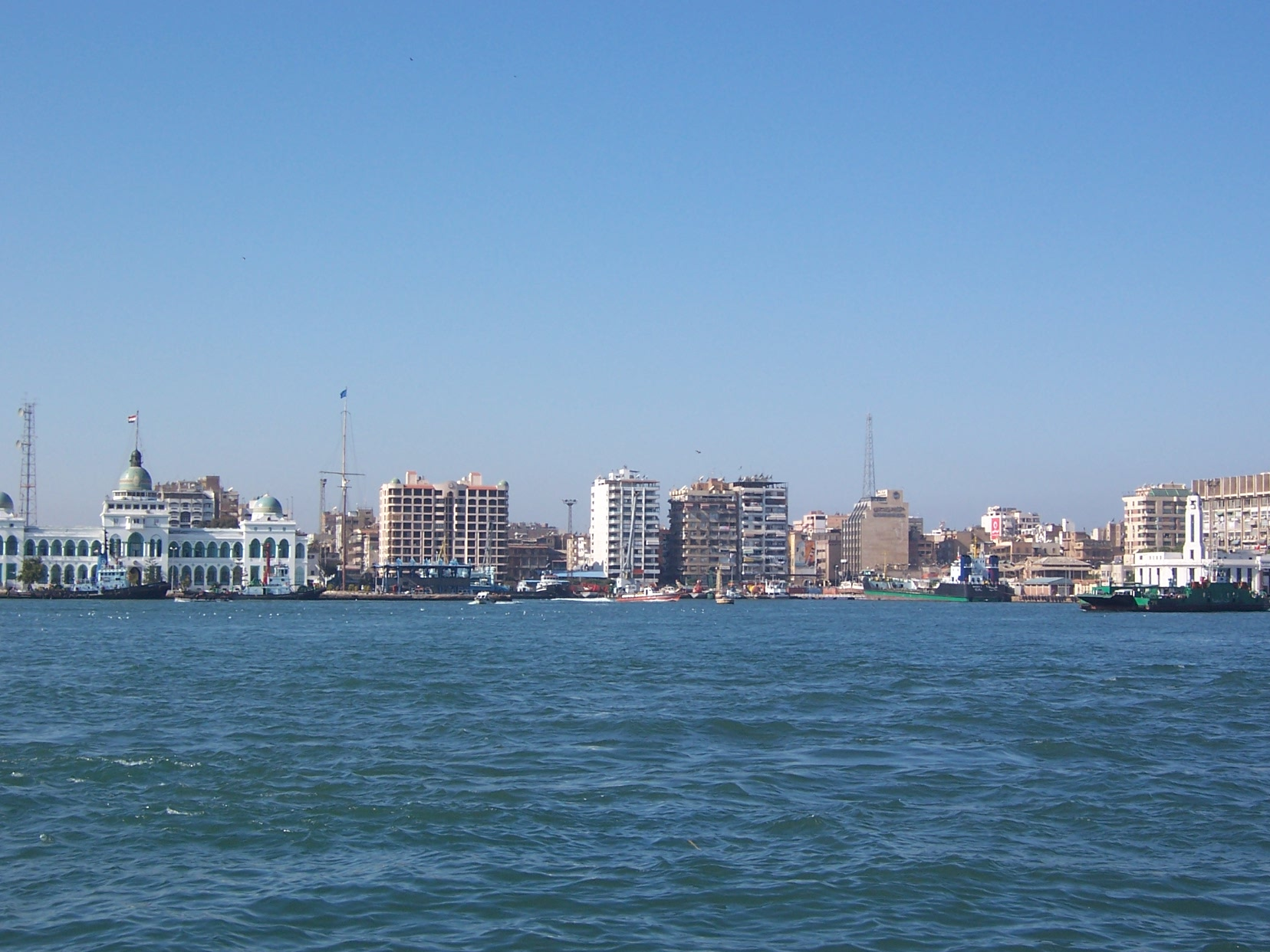
مدينة بورسعيد

- الساحل الشمالي الشرقي: تتميز هذه المنطقة بأهمية سياسية واقتصادية عالية وتمتد من بورسعيد غربا وحتى رفح شرقا وهي المنطقة المقابلة لجزيرة قبرص وجنوب تركيا، توجد بها بحيرة المنزلة وبحيرة البردويل كما توجد بها مدن مثل:
  - بورسعيد: واحدة من أهم المدن المصرية وهي المدخل الشمالي لقناة السويس وهي الميناء الرئيسي في شرق مصر. وهي مدينة تقع على قارتي آسيا وأفريقيا.
  - العريش:أكبر مدن شبه جزيرة سيناء تقع في الجزء الآسيوي من مصر وهي عاصمة محافظة شمال سيناء.
  - رفح: مدينة حدودية على الحدود الشرقية مع قطاع غزة الفلسطيني وتتبع محافظة شمال سيناء ولها أهمية عسكرية واستراتيجية نظرا لوقوعها على الحدود الشرقية.

## تاريخيا
حدثت على الساحل الشمالي معركة العلمين الشهيرة والتي كانت من أهم أسباب انتصار الحلفاء وانهاء الحرب العالمية الثانية سنة 1942 ميلادية ولكنها خلفت حوالي 17 مليون لغم مزروعة في الساحل الشمالي الغربي للصحراء الغربية وهذه الألغام قابلة للانفجار مما يعوق العديد من عمليات التنمية والاستفادة بالموارد الطبيعية التي تتميز بها المنطقة
وتوجد حتى الآن مقابر العلمين وهي المقابر التي دفن فيها الجنود الذين قتلوا في معركة العلمين

## القرى السياحية
يعتبر الساحل الشمالي الوجهة الأولى للمصريين في فصل الصيف حيث المناخ الرائع والمياه الدافئة وتكثر القرى والمنتجعات السياحية على الساحل الشمالي وتتنوع في تصميماتها ومساحاتها وخدماتها ومن أشهر القرى السياحية في الساحل الشمالي
- مراقيا والتي كانت الوجهة الأولى في الثمانينيات من القرن الماضي
- ماربيللا
- ثم مارينا وبورتو مارينا
- مراسي
- مشروع كاربيان بالساحل الشمالي - بعد مارينا بـ 10 دقائق
- سيدي كرير

وعدد كبير من القرى السياحية ومن أحدث القري السياحة في الساحل الشمالي هي قرية المصيف الساحل الشمالي المصيف الساحل الشمالي، ليس مجرد مجمع سكني تقليدي؛ بل هو مشروع يمتد على مساحة شاسعة تبلغ 171 فدانًا، مُستغل بكفاءة لتوفير بيئة متكاملة تضم مجموعة واسعة من الشاليهات والفيلات الراقية. صُممت كل وحدة بعناية فائقة لتلبية مختلف الاحتياجات، مع التركيز على الخصوصية والانفتاح على المساحات الخضراء والمسطحات المائية، مما يخلق شعورًا بالاسترخاء يدوم طويلًا.
كما يعكس التصميم المعماري للمنتجع رؤية عصرية تجمع بين البساطة والأناقة. وقد تم توظيف العناصر الطبيعية كالإضاءة والتهوية المفتوحة لتوفير أقصى درجات الراحة للسكان، مع لمسات عصرية تضفي على كل وحدة طابعًا فريدًا.
وإدراكًا منها للاحتياجات المالية المتنوعة لعملائها، تقدم M2 خطط سداد مرنة تشمل الدفع الفوري أو الأقساط المريحة، مما يتيح لكل عميل فرصة امتلاك وحدته بسهولة ويسر. 
وتتميز معظم القرى بمساحات خضراء وشواطيء رملية ناعمة ومياه ضحلة وصافيه مما يجعلها المكان الأنسب للتملك أو التأجير حيث تتنوع خيارات السكن ابتداء بالاستديوهات ثم الشاليهات ثم الشقق ثم الفيلات والقصور.

## التطوير
تكمن أهمية الساحل الشمالي لمصر لما يوفره من مناخ معتدل طول العام ومساحات ضخمة من الأراضي القابل بعضها للزراعة حيث يمثل الفرصة المثالية لتتوسع مصر وتقوم ببناء عدد من المدن الجديدة بأحدث نظم التخطيط والتطوير على هذا الساحل مما يوفر توزيع أكثر عدلا للسكان وفتح فرص عمل جديدة واستغلال للموارد العديدة المتوفرة فيه. وتعد العوائق الرئيسية للتنمية شح المياه وانتشار الألغام التي ألقتها القوى الأوروبية أثناء الحرب العالمية الثانية.
وبدأت الآن إنشاء قرى سياحية في أماكن مميزة] بمستوى خدمة فندقية مميزة مثل:
- مشروع كاربيان الساحل الشمالي - بعد مارينا بـ 10 دقائق